# Eileen Daly

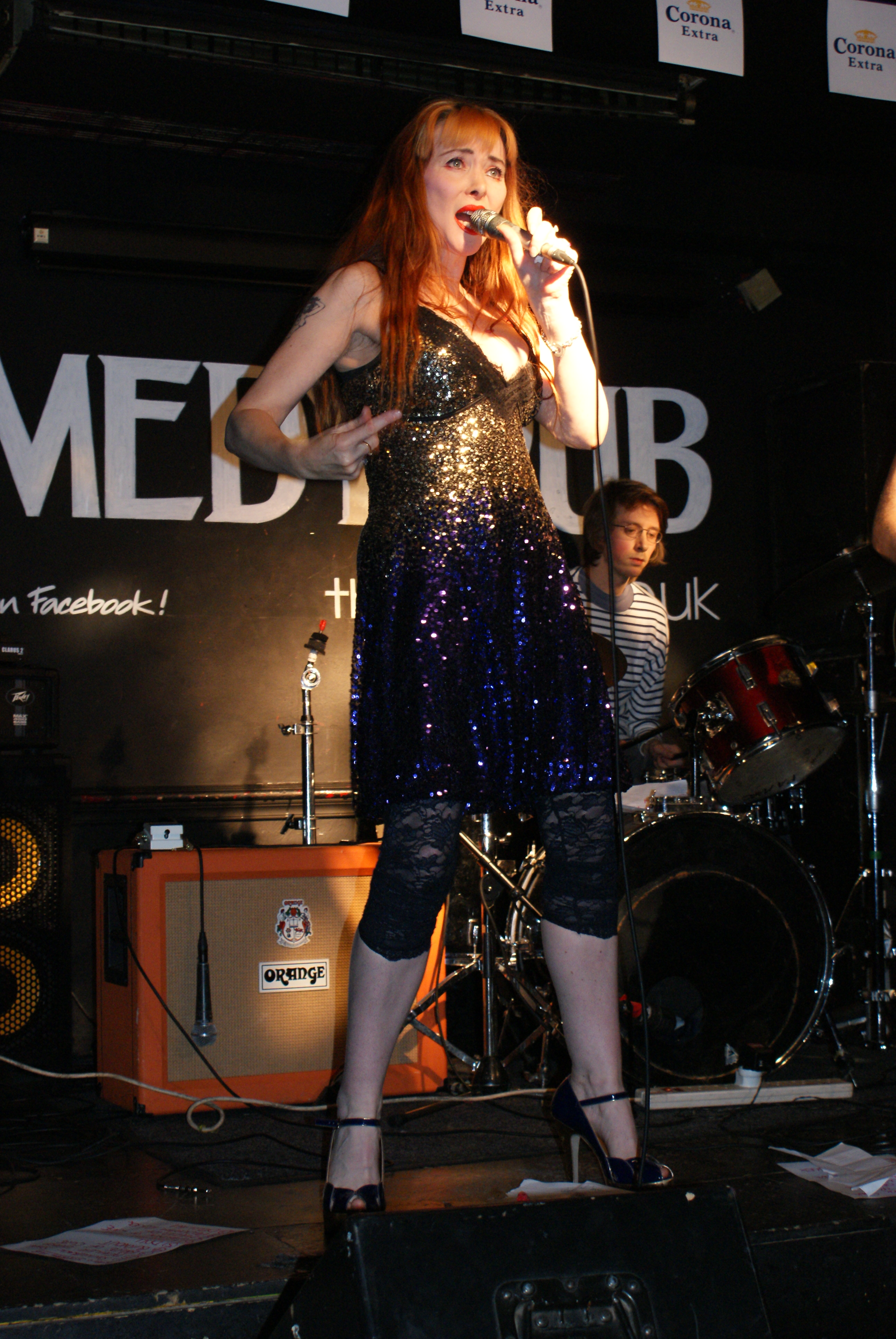
Eileen Daly live in einem Comedy Pub (2009)

Eileen Daly (* 1. Juni 1963 in London; Geburtsname: Eileen Mary Theresa Barnes) ist eine britische Schauspielerin und Sängerin.

## Biografie
Eileen Daly wuchs zusammen mit ihrem jüngeren Bruder bei James und Mary Jean Barnes auf. 1966, nach der Scheidung ihrer Eltern, zog sie nach Hampton Hill. Ihr Vater, der in kriminelle Machenschaften verstrickt war, wurde zwei Jahre später ermordet. Mit 15 begann sie zu modeln und besuchte die Richmond Drama School, wo sie aber nie einen Abschluss machte. 1979 spielte sie nach eigenen Angaben die Hauptrolle in einem Pornofilm und drehte auch später noch einige Filme im Hardcore-Bereich. 1980 arbeitete sie für die Filmgesellschaft GLO, die sich vor allem auf Musikvideos spezialisiert hatte. Mit ihrem zeitweiligen Lebenspartner Tim Pope arbeitete sie an diversen Musikvideos, unter anderem für Soft Cell, Altered Images, the Cure und The Psychedelic Furs. Mitte der 1980er arbeitete sie weiter als Model und begann mit dem Schreiben von Gedichten und Liedern. Sie arbeitete in diversen Gelegenheitsjobs, als Tänzerin, Model und Schauspielerin.
Seit den 1990ern ist sie in diversen Horrorfilmen zu sehen, wobei sie meist als Nebendarstellerin auftritt. Zu ihren bekanntesten Filmen zählen die Arbeiten für den Independent-Regisseur Alex Chandon, wie Pervirella und Cradle of Fear, aber auch andere Independentfilme, wie der Vampirfilm Razor Blade Smile und die Andreas Schnaas/Timo-Rose-Produktionen Unrated: The Movie und Violent Shit 4: Karl the Butcher vs. Axe. Sie trat außerdem 2005 in der Komödie/dem Frauen-Pornofilm All About Anna auf.
Daly ist außerdem als Sängerin der Gruppen Jezebel und The Courtesans aktiv.

## Filmografie (Auswahl)
- 1997: Pervirella
- 1997: Witchcraft X: Mistress of the Craft
- 1998: Archangel Thunderbird
- 1998: Razor Blade Smile
- 2000: Sacred Flesh
- 2001: Cradle of Fear
- 2001: Kannibal
- 2002: N[eon]
- 2002: Sentinels of Darkness
- 2003: Machines of Love and Hate
- 2005: All About Anna
- 2006: Peekaboo Show (Fernsehfilm)
- 2006: Snuff Box (Fernsehfilm)
- 2007: Darkness Surrounds Roberta
- 2007: Messages
- 2008: Evil Calls: The Raven
- 2009: Timo Rose’s Beast, auch als Produzentin
- 2010: Braincell
- 2010: Karl The Butcher Vs Axe
- 2010: The Curse Of The Witches Blood
- 2010: The Horror Vault 3
- 2010: Unrated: The Movie

## Diskografie
- 2004: Jezebel – Forbidden Fruits
- 2007: Eileen Daly & The Courtesans – Webcam Girl / Burnout (Pink Vinyl Single)
- 2009: Eileen Daly & the Courtesans – Elfin Around (EP)
- 2015: Eileen and Ben – Next Stop Vegas (EP)